# Pan Kwacki
Pan Kwacki (ang. P. King Duckling, od 2016) – amerykańsko-chiński serial animowany stworzony przez Josha Seliga oraz wyprodukowany przez Uyoung Animation, Little Airplane Productions i Giggling Goose Productions.
Premiera serialu odbyła się w Stanach Zjednoczonych 7 listopada 2016 na amerykańskim Disney Junior. W Polsce premiera serialu odbyła się 20 listopada na antenie Disney Junior.

## Opis fabuły
Serial opisuje perypetie nieustraszonego, ale pechowego pomarańczowego młodego kaczorka – Pana Kwackiego Kaczorka, który mieszka w miasteczku Hilly Hole. Razem ze swoimi przyjaciółmi – Chrumpelem i Wombasiem przeżywają niesamowite przygody i podróżują po całym świecie, zwiedzając m.in. Paryż lub Chiny.

## Bohaterowie
- Pan Kwacki Kaczorek (ang. P. King Duckling) – główny bohater kreskówki, młody kaczorek z głową pełną pomysłów. Jest nieustraszony, ale i pechowy.
- Wombasia (ang. Wombat) – żeński wombat, pomocnik oraz przyjaciel Pana Kwackiego.
- Chrumpel (ang. Chumpkins) – sarkastyczna świnka oraz przyjaciel Pana Kwackiego.
- Greg – gęś, główny wróg Pana Kwackiego oraz przyjaciół.

## Obsada
- Marc Thompson – Pan Kwacki Kaczorek
- Courtney Shaw – Wombasia
- Benjie Randall – Chrumpel

## Wersja polska
Wystąpili:
- Karol Osentowski – Pan Kwacki Kaczorek
- Paulina Komenda – Wombasia
- Sebastian Machalski – Chrumpel

W pozostałych rolach:
- Bartosz Martyna – Mors
- Marta Markowicz – 
  - Żyrafa,
  - Amber (odc. 14b)
- Kamil Pruban –
  - Gąska Greg (odc. 2a, 11b),
  - Czary Mary (odc. 14a)
- Janusz Wituch – 
  - Ropucha Tim (odc. 11a),
  - Stary Kaczor (odc. 13a)
- Joanna Pach-Żbikowska –
  - Szczeniaczek (odc. 13b, 14a, 17a, 20b),
  - Oliwia (odc. 14b),
  - Jujubella (odc. 15b)
- Michał Podsiadło – wujek Papajek (odc. 15b)
- Izabela Dąbrowska – Mildred
- Maciej Więckowski
- Maksymilian Michasiów

i inni
Wykonanie piosenek:
- Izabela Dąbrowska

i inni
Reżyseria: Marek Robaczewski

Dialogi: Marta Robaczewska

Kierownictwo muzyczne: Agnieszka Wilczyńska

Teksty piosenek: Tomasz Robaczewski

Wersja polska: SDI Media Polska
Lektor tytułów: Karol Osentowski

## Spis odcinków

### Seria 1 (2016-17)
| Nr | Tytuł                                                   | Tytuł polski                                        | Premiera          | Premiera w Polsce    |
| -- | ------------------------------------------------------- | --------------------------------------------------- | ----------------- | -------------------- |
| 1  | Robo-Duckling / Arts and Quacks                         | Robo-kaczka / Kaczor artysta                        | 7 listopada 2016  | 21 listopada 2017    |
| 2  | Speed King Duckling / P. King's Cool Castle             | Demon prędkości / Super zamek Kwackiego             | 8 listopada 2016  | 23 listopada 2017    |
| 3  | Lights, Camera, Duckling! / Ring-a-Ding Duck            | Światła, kamera, kaczka! / Zadzwoń do kaczki        | 9 listopada 2016  | 22 listopada 2017    |
| 4  | The Dog Fish / P. King's Great Jog                      | Rybo-pies / Wielki bieg Kwackiego                   | 10 listopada 2016 | 24 listopada 2017    |
| 5  | Wombat's Big Surprise! / A Hill with a View             | Niespodzianka dla Wombasi / Górka z widokiem        | 11 listopada 2016 | 20 listopada 2017    |
| 6  | Fowl Fashion / A Day with a Panda                       | Kacza moda / Jeden dzień z pandą                    | 14 listopada 2016 | 27 listopada 2017    |
| 7  | Turnip Ice Cream / One Big Hoppy Family                 | Lody z rzepy / Jedna wielka skoczna rodzina         | 15 listopada 2016 | 28 listopada 2017    |
| 8  | Barnyard Ballyhoo / Three Friends and a Baby            | Zagrodowe zamieszanie / Trójka przyjaciół i dziecko | 16 listopada 2016 | 29 listopada 2017    |
| 9  | Wombats in the Wild / Hi-Ho Inflato-Man!                | Dzikie wombaty / Balonowy gość                      | 17 listopada 2016 | 1 grudnia 2017       |
| 10 | Wombat and the Hilly Boyz / Discovery Duck              | Wombasia i Pagór-goście / Kaczor odkrywca           | 18 listopada 2016 | 6 października 2018  |
| 11 | The Tetherball King / P. King's Cookie Farm             | Król tetherballa / Farma ciastek Kwackiego          | 21 listopada 2016 | 7 października 2018  |
| 12 | Will You Be My Mentor? / It's a Wonderful Chumpkins     | Zostaniesz moim mentorem? / Jaki wspaniały Chrumpel | 28 listopada 2016 | 30 listopada 2017    |
| 13 | Fly P. King, Fly! / Wombat Has Fleas                    | Leć, Kwacki, leć! / Wombasia ma pchły               | 19 grudnia 2016   | 13 października 2018 |
| 14 | Abraca-Duckling / Wombat's Sleepover                    | Abra-Kaczorek / Nocowanie u Wombasi                 | 2 stycznia 2017   | 14 października 2018 |
| 15 | Ball Hogs / My Uncle the Clown                          | Świnka nożna / Mój wujek klaun                      | 9 stycznia 2017   | 20 października 2018 |
| 16 | Wash and Dry Duck / Zeus on the Loose                   | Kacza pralnia / Zeus na wolności                    | 21 lutego 2017    | 21 października 2018 |
| 17 | The Clothes Make the Beast / The Great Turnip Mystery   | Szata zdobi stworzenie / Wielka rzepkowa zagadka    | 22 lutego 2017    | 27 października 2018 |
| 18 | Nature Trail Tale / Hilly Hole vs. Bumpy Bluffs         | Na łonie natury / Pagórkowo kontra Klifowo          | 23 lutego 2017    | 28 października 2018 |
| 19 | Wombat is Tall / P. King Daring                         | Wysoka Wombasia / Nieustraszony Kwacki              | 24 lutego 2017    | 3 listopada 2018     |
| 20 | A Day At Hills N' Thrills / Chumpkins' Big Pig Day      | Dzień w wesołym miasteczku / Wielki dzień Chrumpla  | 27 lutego 2017    | 4 listopada 2018     |
| 21 | Bobo the Sheep / The Hilly Hotel                        | --- / ---                                           | 6 marca 2017      | nieemitowany         |
| 22 | Marvelous Marvin / Lemonade Stand-Off                   | --- / ---                                           | 17 kwietnia 2017  | nieemitowany         |
| 23 | A Duck In the Dark / My Friend the Mole                 | --- / ---                                           | 18 kwietnia 2017  | nieemitowany         |
| 24 | Knight, Princess and Cuddly Dragon / Hilly Hole In Time | --- / ---                                           | 19 kwietnia 2017  | nieemitowany         |
| 25 | Mildred and the Moon / Arma Dillo's Birthday Blues      | --- / ---                                           | 20 kwietnia 2017  | nieemitowany         |
| 26 | A City Under the Sea / A Tale of Two Ducklings          | --- / ---                                           | 21 kwietnia 2017  | nieemitowany         |